# HD48754
HD48754 — хімічно пекулярна зоря спектрального класу A5, що має видиму зоряну величину в смузі V приблизно  8,6.
Вона  розташована на відстані близько 795,5 світлових років від Сонця.

## Пекулярний хімічний вміст
Зоряна атмосфера HD48754 має підвищений вміст 
Cr
.